# كامايشي (إيواته)
مدينة كامايشي (بالإنجليزية: Kamaishi)‏ هي أحد المدن التابعة لمحافظة إيواته. تأسست رسميًا في 05/05/1937. ويقدر عدد سكانها بـ 41348 نسمة حسب تقدير مكتب الإحصاء الياباني لعام 2012. تبلغ مساحة كامايشي 441.42 كم2. بكثافة سكانية تبلغ 93.7 نسمة/كم2.

## المناخ
يظهر الجدول التالي التغييرات المناخية على مدار السنة لكامايشي:
| البيانات المناخية لـكامايشي            | البيانات المناخية لـكامايشي | البيانات المناخية لـكامايشي | البيانات المناخية لـكامايشي | البيانات المناخية لـكامايشي | البيانات المناخية لـكامايشي | البيانات المناخية لـكامايشي | البيانات المناخية لـكامايشي | البيانات المناخية لـكامايشي | البيانات المناخية لـكامايشي | البيانات المناخية لـكامايشي | البيانات المناخية لـكامايشي | البيانات المناخية لـكامايشي | البيانات المناخية لـكامايشي |
| الشهر                                  | يناير                       | فبراير                      | مارس                        | أبريل                       | مايو                        | يونيو                       | يوليو                       | أغسطس                       | سبتمبر                      | أكتوبر                      | نوفمبر                      | ديسمبر                      | المعدل السنوي               |
| -------------------------------------- | --------------------------- | --------------------------- | --------------------------- | --------------------------- | --------------------------- | --------------------------- | --------------------------- | --------------------------- | --------------------------- | --------------------------- | --------------------------- | --------------------------- | --------------------------- |
| الدرجة القصوى °م (°ف)                  | 15.9 (60.6)                 | 19.3 (66.7)                 | 23.0 (73.4)                 | 31.3 (88.3)                 | 34.7 (94.5)                 | 37.8 (100.0)                | 38.4 (101.1)                | 38.8 (101.8)                | 35.6 (96.1)                 | 30.3 (86.5)                 | 23.8 (74.8)                 | 20.9 (69.6)                 | 38.8 (101.8)                |
| متوسط درجة الحرارة الكبرى °م (°ف)      | 5.0 (41.0)                  | 5.3 (41.5)                  | 8.5 (47.3)                  | 14.8 (58.6)                 | 19.3 (66.7)                 | 21.6 (70.9)                 | 25.1 (77.2)                 | 27.5 (81.5)                 | 23.8 (74.8)                 | 19.0 (66.2)                 | 13.5 (56.3)                 | 8.1 (46.6)                  | 16.0 (60.8)                 |
| المتوسط اليومي °م (°ف)                 | 0.8 (33.4)                  | 1.0 (33.8)                  | 3.8 (38.8)                  | 9.4 (48.9)                  | 13.9 (57.0)                 | 17.1 (62.8)                 | 20.8 (69.4)                 | 23.0 (73.4)                 | 19.2 (66.6)                 | 13.6 (56.5)                 | 8.2 (46.8)                  | 3.7 (38.7)                  | 11.2 (52.2)                 |
| متوسط درجة الحرارة الصغرى °م (°ف)      | −3.1 (26.4)                 | −3.1 (26.4)                 | −0.8 (30.6)                 | 4.2 (39.6)                  | 8.9 (48.0)                  | 13.3 (55.9)                 | 17.5 (63.5)                 | 19.4 (66.9)                 | 15.4 (59.7)                 | 9.0 (48.2)                  | 3.4 (38.1)                  | −0.4 (31.3)                 | 7.0 (44.6)                  |
| أدنى درجة حرارة °م (°ف)                | −11.4 (11.5)                | −12.9 (8.8)                 | −9.2 (15.4)                 | −4.2 (24.4)                 | 0.3 (32.5)                  | 3.1 (37.6)                  | 8.3 (46.9)                  | 9.9 (49.8)                  | 6.2 (43.2)                  | 0.0 (32.0)                  | −4.9 (23.2)                 | −10.1 (13.8)                | −12.9 (8.8)                 |
| الهطول مم (إنش)                        | 62.5 (2.46)                 | 62.1 (2.44)                 | 108.7 (4.28)                | 153.7 (6.05)                | 141.7 (5.58)                | 172.1 (6.78)                | 192.2 (7.57)                | 240.0 (9.45)                | 254.7 (10.03)               | 168.8 (6.65)                | 107.0 (4.21)                | 66.7 (2.63)                 | 1٬724٫7 (67.90)             |
| المصدر: وكالة الأرصاد الجوية اليابانية |                             |                             |                             |                             |                             |                             |                             |                             |                             |                             |                             |                             |                             |

## توأمة
لكامايشي (إيواته) اتفاقيات توأمة مع:
- ديجني ليس باينس

## أعلام
- توشييا ميورا
- كاتسوهيكو تاكاهاشي
- يو سوزوكي